# جان فوگرتی
جان فوگرتی (انگلیسی: John Fogerty؛ زادهٔ ۲۸ مهٔ ۱۹۴۵) خواننده، خواننده-ترانه‌پرداز، ترانه‌سرا، آهنگساز، و گیتارنواز اهل ایالات متحده آمریکا است. وی از سال ۱۹۵۹ میلادی تاکنون مشغول فعالیت بوده‌است.